# Mandeure
Mandeure és un municipi francès al departament del Doubs i a la regió de Borgonya - Franc Comtat. El 2022 tenia 4672 habitants, una pèrdua constant des de 1975. L'any 2007 encara tenia 5.022 habitants.

## Demografia
El 2022 tenia de 4.672 habitants. El 2007, hi havia 2.224 famílies i hi havia 2.423 habitatges, dels quals 2.261 eren habitatges principals, 22 segones residències i 140 desocupats. La població ha evolucionat segons el següent gràfic:

## Economia
El 2007 la població en edat de treballar era de 3.210 persones, 2.226 eren actives i 984 eren inactives. El 2009 tenia un1 centre de salut i tres farmàcies, dues escoles maternals, tres escoles i un col·legi d'ensenyament secundari amb 273 alumnes. Té una xarxa de comerços variada per a les necessitats de cada dia, així com uns restaurants i hotels.
L'any 2000 hi havia 8 explotacions agrícoles que conreaven un total de 256 hectàrees.

## Llocs d'interés
- El teatre romà del segle i, el més gran de la Gàl·lia romana.[7]